# Mistrzostwa Polski w Łucznictwie 2014
Mistrzostwa Polski w Łucznictwie 2014 – 78. edycja mistrzostw, która odbyła się w dniach 27–28 września 2014 roku na stadionie Izo Arena w Boguchwale.

## Medaliści

### Strzelanie z łuku klasycznego
| Konkurencja           | Złoto                                                                            | Srebro                                                                   | Brąz                                                                           |
| Indywidualne mężczyzn | Kacper Sierakowski (Marymont Warszawa)                                           | Rafał Cwajna (Łucznik Żywiec)                                            | Sławomir Napłoszek (Marymont Warszawa)                                         |
| Indywidualne mężczyzn | Kacper Sierakowski (Marymont Warszawa)                                           | Rafał Cwajna (Łucznik Żywiec)                                            | Piotr Nowak (Karima Prząsław)                                                  |
| Indywidualne kobiet   | Justyna Mospinek-Kluz (Piątka Zgierz)                                            | Karina Lipiarska-Pałka (Grot Zabierzów)                                  | Adriana Żurańska (Unia Pielgrzymka)                                            |
| Indywidualne kobiet   | Justyna Mospinek-Kluz (Piątka Zgierz)                                            | Karina Lipiarska-Pałka (Grot Zabierzów)                                  | Natalia Leśniak (Łucznik Żywiec)                                               |
| Drużynowo mężczyzn    | Marymont Warszawa I Sławomir Napłoszek Roman Pękalski Kacper Sierakowski         | Łucznik Żywiec Damian Goły Rafał Cwajna Bartłomiej Stanko Paweł Zarzecki | Sokół Radom I Jacek Kwaczyński Tomasz Maliszewski Przemysław Sułek Kamil Kośla |
| Drużynowo mężczyzn    | Marymont Warszawa I Sławomir Napłoszek Roman Pękalski Kacper Sierakowski         | Łucznik Żywiec Damian Goły Rafał Cwajna Bartłomiej Stanko Paweł Zarzecki | Społem Łódź Jakub Szafarz Michał Dobroszek Konrad Cinkusz                      |
| Drużynowo kobiet      | Marymont Warszawa Paulina Tyszko Maja Stryjecka-Rejmer Anna Grzelak Ewa Sobieraj | Grot Zabierzów Karina Lipiarska-Pałka Anna Stanieczek Agata Stanieczek   | SKS Raszówka Łucznik Żywiec Wioleta Myszor Natalia Leśniak Joanna Rząsa        |
| Drużynowo kobiet      | Marymont Warszawa Paulina Tyszko Maja Stryjecka-Rejmer Anna Grzelak Ewa Sobieraj | Grot Zabierzów Karina Lipiarska-Pałka Anna Stanieczek Agata Stanieczek   | Unia Pielgrzymka Adriana Żurańska Monika Jurzak Anna Jurzak                    |
| Drużynowo mieszane    | Marymont Warszawa I                                                              | Marymont Warszawa II                                                     | Sokół Radom I                                                                  |
| Drużynowo mieszane    | Marymont Warszawa I                                                              | Marymont Warszawa II                                                     | Unia Pielgrzymka I                                                             |

### Strzelanie z łuku bloczkowego
| Konkurencja           | Złoto                                                                            | Srebro                                                                            | Brąz                                                                                       |
| Indywidualne mężczyzn | Ryszard Zygmunt (Bobry Jelenia Góra)                                             | Maciej Łaba (Strzelec Legnica)                                                    | Jan Wojtas (Strzelec Legnica)                                                              |
| Indywidualne mężczyzn | Ryszard Zygmunt (Bobry Jelenia Góra)                                             | Maciej Łaba (Strzelec Legnica)                                                    | Bogusław Pilcicki (Puszcza Supraśl)                                                        |
| Indywidualne kobiet   | Katarzyna Szałańska (Strzelec Legnica)                                           | Magdalena Zarzycka (MGOKiS Dobczyce)                                              | Anna Stanieczek (Orlik Goleszów)                                                           |
| Indywidualne kobiet   | Katarzyna Szałańska (Strzelec Legnica)                                           | Magdalena Zarzycka (MGOKiS Dobczyce)                                              | Renata Leśniak (MGOKiS Dobczyce)                                                           |
| Drużynowo mężczyzn    | Marymont Warszawa I Robert Staniewicz Marcin Affek Dariusz Gawryś Andrzej Presko | Strzelec Legnica I Jan Wojtas Krzysztof Gorczyca Jerzy Dzikowski Ireneusz Cieślak | Dolnoślązak Wrocław Marcin Szemiot Bogusław Piekarski Waldemar Worońko Andrzej Domaradzki  |
| Drużynowo mężczyzn    | Marymont Warszawa I Robert Staniewicz Marcin Affek Dariusz Gawryś Andrzej Presko | Strzelec Legnica I Jan Wojtas Krzysztof Gorczyca Jerzy Dzikowski Ireneusz Cieślak | Strzelec Legnica II Daniel Horbaczewski Maciej Łaba Mariusz Walada Norbert Łuczaj-Ossowski |
| Drużynowo mieszane    | Strzelec Legnica                                                                 | Marymont Warszawa                                                                 | Orlik Goleszów                                                                             |